# International Conference of Physics Students
Die International Conference of Physics Students (ICPS) ist eine jährlich stattfindende Konferenz, an der bis zu 400 Physikstudierende aus aller Welt teilnehmen. Die Konferenz dauert meistens eine Woche. Die Schirmherrschaft über die Konferenz hat die International Association of Physics Students.

## Programm
Das Programm einer ICPS besteht hauptsächlich aus wissenschaftlichen Beiträgen der Teilnehmer sowie von Gastvortragenden. Weitere Programmpunkte sind Besichtigungen der lokalen Universität, Stadtführungen, Exkursionen und viele soziale Veranstaltungen.

## Geschichte
Eine Gruppe von Studierenden entschied sich im Jahre 1985, ein Treffen von Physikstudenten aus aller Welt zu organisieren. Die erste ICPS fand im Sommer des Jahres 1986 in Ungarn statt.
Der große Erfolg der Konferenz führte zu einer weiteren ICPS 1987 in Debrecen. Dort wurde der Ruf nach einer Dachorganisation aller Physikstudierenden laut. Am 12. September 1987 fand dann die Unterzeichnung der ersten Charta der International Association of Physics Students (IAPS) statt. IAPS ist eine multinationale Non-Profit-Organisation, die komplett von Studierenden geführt wird.
Es wurde vereinbart, die ICPS jährlich in einem anderen Land durchzuführen. Seither fanden insgesamt 38 Konferenzen statt, davon zwei online.

## Konferenzorte
- 2024 Tbilisi, Georgien
- 2023 Manila und Baguio City, Philippinen
- 2022 Puebla, Mexiko (online)
- 2021 Kopenhagen, Dänemark (wegen COVID-19 online abgehalten)
- 2019 Köln, Deutschland
- 2018 Helsinki, Finnland
- 2017 Turin, Italien
- 2016 Msida, Malta
- 2015 Zagreb, Kroatien
- 2014 Heidelberg, Deutschland
- 2013 Edinburgh, Vereinigtes Königreich
- 2012 Utrecht, Niederlande
- 2011 Budapest, Ungarn
- 2010 Graz, Österreich
- 2009 Split, Kroatien
- 2008 Krakau, Polen
- 2007 London, Vereinigtes Königreich
- 2006 Bukarest, Rumänien
- 2005 Coimbra, Portugal
- 2004 Novi Sad, Serbien und Montenegro
- 2003 Odense, Dänemark
- 2002 Budapest, Ungarn
- 2001 Dublin, Irland
- 2000 Zadar, Kroatien
- 1999 Helsinki, Finnland
- 1998 Coimbra, Portugal
- 1997 Wien, Österreich
- 1996 Szeged, Ungarn
- 1995 Kopenhagen, Dänemark
- 1994 St. Petersburg, Russland
- 1993 Bodrum, Türkei
- 1992 Lissabon, Portugal
- 1991 Wien, Österreich
- 1990 Amsterdam, Niederlande
- 1989 Freiburg, Deutschland
- 1988 Prag, Tschechoslowakei
- 1987 Debrecen, Ungarn
- 1986 Budapest, Ungarn